# Giovanni II di Lussemburgo-Ligny
Giovanni II di Lussemburgo-Ligny (in francese Jean II de Luxembourg-Ligny; 1392 – Guise, 5 gennaio 1441) fu conte di Guisa dal 1425 al 1441 e conte di Ligny dal 1430 al 1441.
Era figlio di Giovanni, conte di Saint-Pol, signore di Beauvoir, e di Margherita d'Enghien, contessa di Brienne e di Conversano.

## Biografia
All'inizio della carriera si pose al servizio di Giovanni I, duca di Borgogna, che lo nominò governatore di Arras nel 1414. Nel 1418 liberò Senlis, assediata dagli Armagnacchi, poi fu governatore di Parigi dal 1418 al 1420.

Stemma di Giovanni II di Lussemburgo-Ligny

Rientrò quindi verso le terre di Guisa. In effetti questa signoria era stata tenuta altre volte dai Châtillon, conti di Saint-Pol, ed egli ne rivendicò il possesso in feudo, la cui importanza strategica aumentava in ragione dell'unificazione dei Paesi Bassi da parte dei duchi di Borgogna. Egli si fece confermare i suoi diritti dal duca di Bedford, reggente in Francia nel nome del nipote Enrico VI d'Inghilterra, e prese il castello nel 1425.
Nel 1430 Giovanna d'Arco difendeva Compiègne, minacciata dai borgognoni. Durante una sortita di Giovanna, i vassalli di Giovanni di Lussemburgo-Ligny, il Bastardo di Wandonne e Antonio di Bournonville la catturarono e la consegnarono a Giovanni di Lussemburgo, che la vendette agl'inglesi per la somma di 10.000 lire tornesi.
Nel 1435 si rifiutò di sottoscrivere il trattato di Arras, che poneva fine al conflitto franco-borgognone. Carlo VII di Francia era sul punto di dar corso ad un'operazione militare che lo mettesse al passo, quando, nel 1441, morì.
Il re di Francia allora ne confiscò i possedimenti, che tuttavia finì poi per restituire a titolo vitalizio al suo successore.

## Matrimonio
Nel 1418 aveva sposato Giovanna di Béthune († 1449), figlia di Roberto VIII di Béthune († 1408), visconte di Meaux, e d'Isabella di Ghystelles († dopo il 1438), ma la coppia non ebbe figli.

## Fonti
- (FR)  Louis Charles Dezobry e Théodore Bachelet, Dictionnaire de Biographie et d'Histoire, Paris, 1863
- (FR)  Les seigneurs de Beuvry - III Les Comtes d'Artois sur le site du Club d'Histoire de Beuvry.